# Guineu voladora de les illes Palau
La guineu voladora de les illes Palau (Pteropus pilosus) és una espècie extinta de ratpenat de la família dels pteropòdids. Era endèmica de la República de Palau. No se sap gaire cosa sobre l'hàbitat i l'ecologia d'aquesta espècie, car només se la coneix a partir de dos espècimens que foren obtinguts abans del 1874. Es desconeix la causa exacta de la seva extinció, tot i que es creu que la caça i la pèrdua d'hàbitat hi podrien haver contribuït. Era un ratpenat marró amb llargs pèls argentats al ventre. Tenia una envergadura d'uns 60 cm.